# 산본스게 다카시
산본스게 다카시(일본어: 三本菅 崇, 1978년 6월 5일 ~ )는 일본의 전 축구 선수이다.

## 구단 경력
과거 우라와 레즈, 미토 홀리호크, 방포레 고후에서 활동하였다.